# UFC Fight Night: Machida vs. Mousasi
UFC Fight Night: Machida vs. Mousasi è stato un evento di arti marziali miste tenuto dalla Ultimate Fighting Championship il 15 febbraio 2014 all'Arena Jaraguá di Jaraguá do Sul, Brasile.

## Retroscena
L'evento eguagliò il record di 10 incontri terminati ai punti del precedente UFC 169: Barao vs. Faber II.

## Risultati
|                  | Divisione       |                    |                 |                    | Metodo                                      | Round           | Tempo           | Premio          |
| Card principale  | Card principale | Card principale    | Card principale | Card principale    | Card principale                             | Card principale | Card principale | Card principale |
| ---------------- | --------------- | ------------------ | --------------- | ------------------ | ------------------------------------------- | --------------- | --------------- | --------------- |
|                  | Pesi Medi       | Lyoto Machida      | batte           | Gegard Mousasi     | Decisione unanime (49-46, 50-45, 50-45)     | 5               | 5:00            | FOTN            |
|                  | Pesi Medi       | Ronaldo Souza      | batte           | Francis Carmont    | Decisione unanime (29-28, 29-28, 30-27)     | 3               | 5:00            |                 |
|                  | Pesi Welter     | Erick Silva        | batte           | Takenori Sato      | KO (pugni)                                  | 1               | 0:52            | KOTN            |
|                  | Pesi Welter     | Nico Musoke        | batte           | Viscardi Andrade   | Decisione unanime (29-28, 29-28, 29-28)     | 3               | 5:00            |                 |
|                  | Pesi Piuma      | Charles Oliveira   | batte           | Andy Ogle          | Sottomissione (triangolo)                   | 3               | 2:40            | SOTN            |
| Card preliminare |                 |                    |                 |                    |                                             |                 |                 |                 |
|                  | Pesi Leggeri    | Joe Proctor        | batte           | Cristiano Marcello | Decisione unanime (30-27, 29-28, 29-28)     | 3               | 5:00            |                 |
|                  | Pesi Leggeri    | Rodrigo Damm       | batte           | Ivan Jorge         | Decisione unanime (29-28, 29-28, 29-28)     | 3               | 5:00            |                 |
|                  | Pesi Leggeri    | Francisco Trinaldo | batte           | Jesse Ronson       | Decisione non unanime (28-29, 29-28, 30-27) | 3               | 5:00            |                 |
|                  | Pesi Gallo      | Iuri Alcântara     | batte           | Wilson Reis        | Decisione non unanime (28-29, 30-27, 30-27) | 3               | 5:00            |                 |
|                  | Pesi Piuma      | Felipe Arantes     | batte           | Maximo Blanco      | Decisione unanime (29-27, 29-27, 29-27)     | 3               | 5:00            |                 |
|                  | Pesi Welter     | Ildemar Alcântara  | batte           | Albert Tumenov     | Decisione non unanime (30-27, 29-28, 28-29) | 3               | 5:00            |                 |
|                  | Pesi Piuma      | Zubair Tuhugov     | batte           | Douglas Silva      | Decisione unanime (30-27, 30-27, 29-28)     | 3               | 5:00            |                 |

## Premi
I lottatori premiati ricevettero un bonus di 50.000 dollari.
Legenda:
- FOTN: Fight of the Night (vengono premiati entrambi gli atleti per il miglior incontro dell'evento)
- KOTN: Knockout of the Night (viene premiato il vincitore per la migliore vittoria tramite KO dell'evento)
- SOTN: Submission of the Night (viene premiato il vincitore per la migliore vittoria tramite sottomissione dell'evento)

## Incontri annullati
|  | Divisione   |                |        |                | Motivo               |
|  | ----------- | -------------- | ------ | -------------- | -------------------- |
|  | Pesi Welter | Erick Silva    | contro | Nate Loughran  | Loughran infortunato |
|  | Pesi Piuma  | Zubair Tuhugov | contro | Thiago Tavares | Tavares infortunato  |